# Löhningen
Löhningen és un municipi del cantó de Schaffhausen (Suïssa).